# Habitatge a Sant Feliu del Racó
L'Habitatge a Sant Feliu del Racó és un edifici de Sant Feliu del Racó, al municipi de Castellar del Vallès (Vallès Occidental) inclòs a l'Inventari del Patrimoni Arquitectònic de Catalunya.

## Descripció
Es tracta d'un habitatge unifamiliar de tipus senyorial format per planta baixa i dos pisos dividits en la façana per cornises ornamentals. La decoració mostra una inclinació ver els elements de gust classicista. La façana principal presenta una distribució simètrica. Marquen l'eix de simetria la porta i les balconades dels pisos superiors, presentant a cada costat obertures. L'acabament de la façana, molt ornamentat, mostra un ràfec considerable sobre el qual s'ha disposat una balustrada decorada amb elements de tipus vegetal. Destaca també la decoració de les cantonades de l'edifici, concebuda com grans carreus quadrats decorats a l'interior amb relleu en forma de punta de diamant.